# Хадсон, Даг
Ду́глас (Даг) Ха́дсон (англ. Douglas "Doug" Hudson; род. около 1943) — канадский кёрлингист.
В составе мужской сборной Канады участник чемпионата мира 1976 (заняли девятое место — по состоянию на 2022 год худший результат мужской сборной Канады на чемпионатах мира). Чемпион Канады среди мужчин (1976; первая победа команды провинции Ньюфаундленд на национальном мужском чемпионате по кёрлингу).
Играл на позиции второго.

## Достижения
- Чемпионат Канады по кёрлингу среди мужчин: золото (1976).

## Команды
| Сезон   | Четвёртый    | Третий          | Второй     | Первый       | Турниры                     |
| ------- | ------------ | --------------- | ---------- | ------------ | --------------------------- |
| 1973—74 | Fred Wight   | Damien Ryan     | Даг Хадсон | Keith Wight  | ЧК 1974 (11 место)          |
| 1975—76 | Джек Макдафф | Тоби Макдональд | Даг Хадсон | Кен Темплтон | ЧК 1976 · ЧМ 1976 (9 место) |

(скипы выделены полужирным шрифтом)